# Hirofumi Nakasone

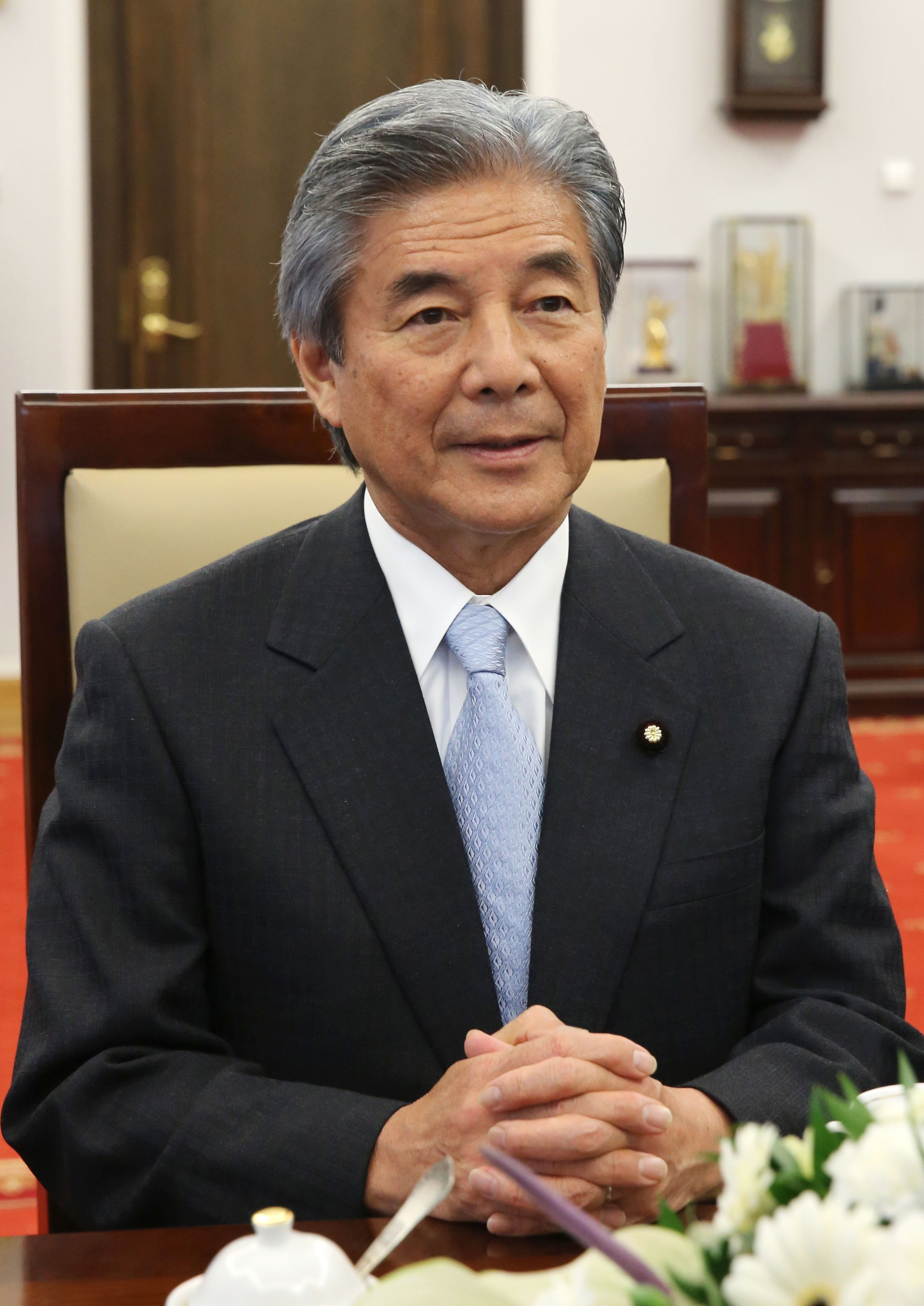
Hirofumi Nakasone, 2015

Hirofumi Nakasone (jap. 中曽根 弘文, Nakasone Hirofumi; * 28. November 1945 in Takasaki, Präfektur Gunma) ist ein japanischer Politiker der Liberaldemokratischen Partei (LDP), Abgeordneter des Sangiin, dem Oberhaus, und war von September 2008 bis September 2009 Außenminister seines Landes. Innerhalb der LDP gehört er der Ibuki-Faktion an.

## Leben
Nakasone ist der älteste Sohn des ehemaligen Premierministers und LDP-Vorsitzenden Nakasone Yasuhiro. Nach seinem Studium an der Keiō-Universität arbeitete er ab 1968 für Asahi Kasei KK (engl. Asahi Chemical Corp.).
1983 wurde Nakasone Sekretär des Premierministers, seinem Vater. Bei der Wahl von 1986 wurde er für die LDP erstmals ins Sangiin gewählt und dort seither viermal wiedergewählt. Innerparteilich schloss er sich der Nakasone-Faktion seines Vaters an, nach deren späteren Auflösung dann der Watanabe-Kamei-Faktion, der heutigen Ibuki-Faktion.
Erstmals 1990 wurde Nakasone Staatssekretär im MITI, im zugehörigen Sangiin-Ausschuss übernahm er 1993 erstmals den Vorsitz. 1999 wurde er als Bildungsminister und Leiter der Behörde für Wissenschaft und Technologie ins Kabinett Obuchi berufen und blieb bis zur Shūgiin-Wahl 2000 Minister.
2005 führte Nakasone eine Gruppe von Sangiin-Abgeordneten an, die wie sein Ex-Faktionsvorsitzender Shizuka Kamei gegen das Postprivatisierungsgesetz von Premierminister Jun’ichirō Koizumi gestimmt hatten. Er gab dem Gesetz jedoch seine Zustimmung, nachdem Koizumi das Shūgiin, das Unterhaus, aufgelöst und dort die Gegner der Privatisierung, die sogenannten „Rebellen“, aus der LDP vertrieben hatte.
Im September 2008 berief Tarō Asō Nakasone als Außenminister in sein erstes Kabinett, dem er bis zum Rücktritt im September 2009 angehörte.
Nakasone ist außerdem Ehrenvizepräsident des japanischen Leichtathletikverbandes Nihon Rikuren. Nakasone steht, wie Premier Abe und weitere Kabinett- und LDP-Parteimitglieder, der als revisionistisch geltenden Nippon Kaigi nahe.